# Miss Universo 1985
Miss Universo 1985, la 34.ª edición del concurso de belleza Miss Universo, se llevó a cabo en el James L. Knight Convention Center, Miami, Florida, Estados Unidos, el lunes 15 de julio.
Setenta y nueve concursantes, representantes de igual número de países y territorios, compitieron por el título en esta versión del certamen que por segunda vez consecutiva se realizó en Miami. Al final del evento, Yvonne Ryding, Miss Universo 1984, de Suecia, coronó como su sucesora a Deborah Carthy-Deu, de Puerto Rico. Elegida por un jurado, la ganadora, una universitaria de 19 años, se convirtió en la segunda representante de su país en obtener el título de Miss Universo después de Marisol Malaret (Miss Universo 1970).
Este fue el decimonoveno concurso animado de forma consecutiva por el presentador de televisión estadounidense Bob Barker. Como comentarista, actuó la actriz Joan Van Ark. El programa fue transmitido vía satélite por la cadena de televisión estadounidense CBS y visto en directo en gran parte del mundo. Esta también fue la primera edición de Miss Universo bajo la dirección de George Honchar, quien reemplazó a Harold Glasser en marzo de 1985.

## Antecedentes

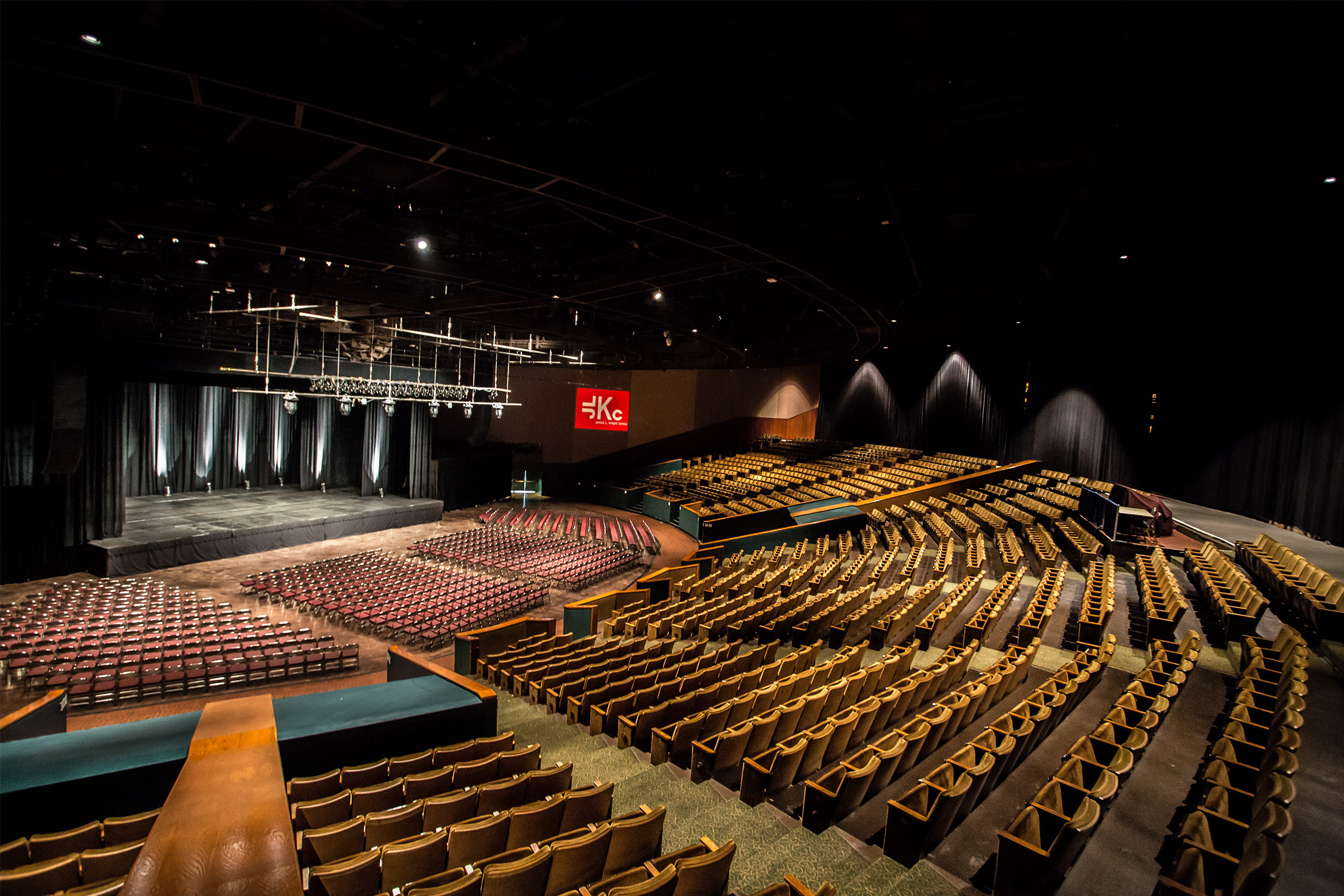
James L. Knight Convention Center, recinto sede de Miss Universo 1985

### Sede y fecha
Los organizadores del concurso decidieron realizar el concurso en Miami, Florida, por segundo año consecutivo. George Honchar, presidente de Miss Universe Inc., expresó su decepción por la falta de apoyo local al evento, que costó a la ciudad $2 millones.

### Selección de candidatas
Esta edición marcó el debut de Dominica, y los regresos de las Bahamas, Haití, Senegal, Sri Lanka y Tahití. Senegal había competido por última vez en 1974, Haití en 1977, Tahití en 1981, mientras que los demás en 1983. Aruba, Guadalupe, Guayana Francesa, Martinica, Namibia, Sudáfrica, Suiza y Turquía se retiraron. Turquía tenía una candidata que iba a participar en esta edición, pero se vio obligada a retirarse después de someterse a una apendicectomía de emergencia un mes antes de la competencia.

### Retiro de Miss Sudáfrica
En abril de 1985, la ciudad de Miami solicitó a la Organización Miss Universo que no enviara a la representante de Sudáfrica a la ciudad, debido a la amenaza de protestas en contra de la política de apartheid en el país. Estas protestas habían comenzado el 21 de noviembre de 1984 en los Estados Unidos, bajo el lema «Free South Africa» (en español: 'Sudáfrica libre'). El movimiento que lideraba estas protestas prometió realizar una manifestación en contra del Miss Universo si la representante de Sudáfrica continuaba participando en el concurso.
Como consecuencia, el 20 de mayo, el gobierno sudafricano anunció que Miss Sudáfrica 1985, Andrea Stelzer, se retiraba del concurso por motivos de seguridad. Stelzer participó en el Miss Universo 1989, llevado a cabo en Cancún (México), representando a Alemania Occidental.

## Resultados

### Clasificación final
La ganadora, las finalistas y las semifinalistas son las siguientes candidatas:
| Posición           | Concursante |
| ------------------ | --- |
| Miss Universo 1985 | - Puerto Rico - Deborah Carthy-Deu (19) |
| 1.ª finalista      | - España - Teresa Sánchez López (20) |
| 2.ª finalista      | - Zaire - Benita Mureka Tete (19) |
| 3.ª finalista      | - Venezuela - Silvia Martínez Stapulionis (20) |
| 4.ª finalista      | - Uruguay - Andrea López Silva (17) |
| Semifinalistas     | - Irlanda - Olivia Tracey (25) - Canadá - Karen Tilley (21) - Chile - Claudia Van Sint Jan del Pedregal (19) - Estados Unidos - Laura Martínez-Herring (21) - Brasil - Márcia Canavezes de Oliveira (21) |

### Premios especiales
Los premios de Traje nacional, Miss Simpatía y Miss Fotogénica fueron otorgados a las siguientes naciones y candidatas:
| Premio          | Premio          | Concursante                        |
| --------------- | --------------- | ---------------------------------- |
| Traje nacional  | Ganadora        | - Colombia - Sandra Borda Caldas   |
| Traje nacional  | 2.º lugar       | - España - Teresa Sánchez López    |
| Traje nacional  | 3.er lugar      | - Israel - Hilla Kelmann           |
| Miss Simpatía   | Miss Simpatía   | - Guam - Lucy Carbullido Montinola |
| Miss Fotogénica | Miss Fotogénica | - Holanda - Brigitte Bergman       |

## Puntajes oficiales

### Competencia semifinal
Según el orden en el cual las diez semifinalistas fueron anunciadas, sus puntajes oficiales fueron los siguientes:
| País           | Promedio preliminar | Entrevista | Traje de baño | Traje de noche | Promedio semifinal |
| -------------- | ------------------- | ---------- | ------------- | -------------- | ------------------ |
| Irlanda        | 7.904 (6)           | 7.708 (8)  | 8.325 (7)     | 8.668 (5)      | 8.233 (6)          |
| Uruguay        | 7.824 (7)           | 8.560 (4)  | 8.805 (2)     | 8.730 (4)      | 8.698 (4)          |
| Chile          | 7.732 (8)           | 7.737 (7)  | 8.326 (6)     | 8.232 (7)      | 8.098 (8)          |
| Canadá         | 8.091 (3)           | 8.261 (6)  | 8.148 (8)     | 8.021 (10)     | 8.143 (7)          |
| Brasil         | 7.592 (10)          | 7.161 (10) | 7.658 (9)     | 8.042 (9)      | 7.620 (10)         |
| Puerto Rico    | 8.035 (4)           | 8.365 (5)  | 8.536 (4)     | 9.057 (1)      | 8.652 (5)          |
| Zaire          | 7.710 (9)           | 8.648 (3)  | 8.705 (3)     | 8.983 (3)      | 8.778 (2)          |
| Estados Unidos | 8.016 (5)           | 7.650 (9)  | 7.538 (10)    | 8.164 (8)      | 7.784 (9)          |
| España         | 8.251 (1)           | 8.793 (1)  | 9.331 (1)     | 8.660 (6)      | 8.928 (1)          |
| Venezuela      | 8.140 (2)           | 8.693 (2)  | 8.455 (5)     | 9.000 (2)      | 8.716 (3)          |

Las cinco finalistas fueron anunciadas en el siguiente orden: Uruguay, Zaire, España, Puerto Rico y Venezuela.

## El concurso

### Formato
Se seleccionaron diez semifinalistas mediante una competición preliminar y entrevistas a puerta cerrada. Las diez semifinalistas participaron en la competencia de traje de baño y de noche, y también respondieron preguntas en una breve entrevista en el escenario con el presentador Bob Barker. Posteriormente las cinco finalistas fueron seleccionadas para competir en la ronda de preguntas y respuestas.

### Jurado
El panel de jueces estuvo conformado por las siguientes once personas:
- Hardy Amies, diseñador de moda de la reina Isabel II del Reino Unido
- Victor Banerjee, actor indio
- Lorraine Downes, Miss Universo 1983 de Nueva Zelanda
- Susan George, actriz británica
- Olga Guillot, cantante cubana
- Rocío Jurado, cantante y actriz española
- Dong Kingman, pintor chino-estadounidense
- Simon MacCorkindale, actor británico
- Robin Moore, escritor estadounidense
- Sheryl Lee Ralph, actriz y cantante estadounidense
- June Taylor, coreógrafa estadounidense

## Concursantes
Las candidatas al título de Miss Universo 1985 fueron las siguientes:
| País/Territorio                      | Candidata                    | Edad | Procedencia         |
| ------------------------------------ | ---------------------------- | ---- | ------------------- |
| Alemania Occidental                  | Stefanie Roth                | –    | Berlín              |
| Argentina                            | Yanina Castaño               | 17   | Olavarría           |
| Australia                            | Elizabeth Rowly              | 20   | Brisbane            |
| Austria                              | Martina Haiden               | 21   | Viena               |
| Bahamas                              | Cleopatra Adderly            | 21   | Nasáu               |
| Barbados                             | Elizabeth Wadman             | 19   | Christ Church       |
| Bélgica                              | Anne van der Broeck          | 18   | Amberes             |
| Belice                               | Jennifer Woods               | –    | Ciudad de Belice    |
| Bermudas                             | Jannell Ford                 | 23   | Devonshire          |
| Bolivia                              | Gabriela Orozco              | –    | La Paz              |
| Brasil                               | Márcia Gabrielle             | 21   | Barão de Melgaço    |
| Canadá                               | Karen Tilley                 | 21   | Québec              |
| Chile                                | Claudia van Sint Jan         | 19   | San Fernando        |
| Chipre                               | Andri Andreou                | –    | Limasol             |
| Colombia                             | Sandra Borda                 | 19   | Cartagena de Indias |
| Corea del Sur                        | Choi Young-ok                | 22   | Seúl                |
| Costa Rica                           | Rosibel Chacón               | –    | Puntarenas          |
| Curazao                              | Sheida Wever                 | –    | Willemstad          |
| Dinamarca                            | Susan Rasmussen              | 21   | Copenhague          |
| Dominica                             | Margaret-Rose Cools-Lartigue | –    | Roseau              |
| Ecuador                              | María Elena Stangl           | 18   | Guayaquil           |
| El Salvador                          | Julia Mora                   | 21   | San Salvador        |
| Escocia                              | Jackie Hendrie               | 22   | Glasgow             |
| España                               | Teresa Sánchez               | 21   | Sevilla             |
| Estados Unidos                       | Laura Harring                | 21   | El Paso             |
| Filipinas                            | Joyce Ann Burton             | 18   | Manila              |
| Finlandia                            | Marja Kinnunen               | 22   | Tampere             |
| Francia                              | Suzanne Iskandar             | 22   | Comines             |
| Gales                                | Barbara Christian            | 21   | Pontypridd          |
| Gambia                               | Batura Jallow                | –    | Banjul              |
| Gibraltar                            | Karina Hollands              | 18   | Gibraltar           |
| Grecia                               | Sabina Damianidis            | –    | Atenas              |
| Guam                                 | Lucy Montinola               | 23   | Agaña               |
| Guatemala                            | Perla Perera                 | 19   | Ciudad de Guatemala |
| Haití                                | Arielle Jeanty               | –    | Puerto Príncipe     |
| Holanda                              | Brigitte Bergman             | 21   | Utrecht             |
| Honduras                             | Diana García                 | 19   | Cortés              |
| Hong Kong                            | Shallin Tse                  | 21   | Hong Kong           |
| India                                | Sonu Walia                   | 21   | Nueva Delhi         |
| Inglaterra                           | Helen Westlake               | 24   | Bristol             |
| Irlanda                              | Olivia Tracey                | 25   | Dublín              |
| Islandia                             | Halla Bryndís Jónsdóttir     | 20   | Reikiavik           |
| Islas Caimán                         | Emily Hurston                | 18   | North Side          |
| Islas Cook                           | Essie Mokotupu               | –    | Rarotonga           |
| Islas Marianas del Norte             | Antoinette Flores            | 19   | Saipán              |
| Islas Turcas y Caicos                | Miriam Adams                 | 18   | Gran Turca          |
| Islas Vírgenes Británicas            | Jennifer Penn                | –    | Tórtola             |
| Islas Vírgenes de los Estados Unidos | Mudite Henderson             | –    | Santa Cruz          |
| Israel                               | Hilla Kelmann                | 19   | Jolón               |
| Italia                               | Beatrice Popi                | 19   | Cerdeña             |
| Japón                                | Hatsumi Furusawa             | 21   | Osaka               |
| Líbano                               | Joyce Sahab                  | 17   | Beirut              |
| Luxemburgo                           | Gabrielle Chiarini           | –    | Luxemburgo          |
| Malasia                              | Agnes Chin                   | 18   | Kuantan             |
| Malta                                | Fiona Micallef               | –    | Pembroke            |
| México                               | Yolanda de la Cruz           | 17   | Sinaloa             |
| Noruega                              | Karen Moe                    | 19   | Kristiansand        |
| Nueva Zelanda                        | Claire Glenister             | –    | Auckland            |
| Panamá                               | Janette Vásquez              | –    | Ciudad de Panamá    |
| Papúa Nueva Guinea                   | Carmel Vagi                  | 19   | Puerto Moresby      |
| Paraguay                             | Beverly Ocampo               | 20   | Asunción            |
| Perú                                 | María Gracia Galleno         | 21   | Lima                |
| Polonia                              | Katarzyna Zawidzka           | 23   | Gorzów Wielkopolski |
| Portugal                             | Alexandra Paula Mota Gomes   | –    | Lisboa              |
| Puerto Rico                          | Deborah Carthy-Deu           | 19   | San Juan            |
| República Dominicana                 | Melba Vicens                 | –    | Barahona            |
| Reunión                              | Dominique Serignan           | –    | Saint-Denis         |
| Samoa                                | Tracy Mihaljevich            | –    | Apia                |
| Senegal                              | Chantal Loubelo              | –    | Dakar               |
| Singapur                             | Lyana Chiok                  | 22   | Singapur            |
| Sri Lanka                            | Ramani Bartholomeusz         | 18   | Colombo             |
| Suecia                               | Carina Marklund              | –    | Eskilstuna          |
| Tahití                               | Hinarii Kilian               | 18   | Punaauia            |
| Tailandia                            | Tarntip Pongsuk              | –    | Bangkok             |
| Trinidad y Tobago                    | Brenda Joy Fahey             | –    | San Juan-Laventille |
| Uruguay                              | Andrea López                 | 17   | Montevideo          |
| Venezuela                            | Silvia Martínez              | 19   | Caracas             |
| Yugoslavia                           | Dinka Delić                  | 18   | Zenica              |
| Zaire                                | Benita Mureka                | 18   | Kinsasa             |